# Lillian Bounds Disney
Lillian Marie Bounds Disney (Spalding, 15 de fevereiro de 1899 - Los Angeles, 16 de dezembro de 1997) foi uma animadora e filantropa americana, conhecida por ter sido casada com Walt Disney.

## Biografia

### Primeiros anos
Lillian Bounds nasceu em Spalding, Idaho e cresceu na reserva indígena de Nez Perce, em Lapwai (também em Idaho). Foi a última dos dez filhos do casal Jeanette Short Bounds e Willard Pehall Bounds.
Em 1923 mudou-se para Los Angeles. Uma amiga de Hazel, sua irmã, estava trabalhando no estúdio de Walt Disney e contou a ela sobre uma vaga de trabalho lá.

### Casamento com Walt
Aproximadamente dois anos depois que começou a trabalhar no estúdio de Walt Disney, casou-se com ele, no dia 13 de julho de 1925, Lewiston, Idaho, com um vestido feito por ela mesma. Ela e Walt Disney tiveram duas filhas, Diane Disney Miller e Sharon Mae Disney, das quais a última foi adotada. Lillian teve sete netos—Chris Miller, Joanna Miller, Tamara Scheer, Jennifer Miller-Goff, Walter Elias Disney Miller, Ronald Miller e Patrick Miller—filhos de Diane e Ronald Miller, e três netos—Victoria Brown, Brad Lund e Michelle Lund—filhos de Sharon.
Lillian tem o crédito por ter escolhido o nome do personagem mais famoso de seu marido, Mickey Mouse. Durante uma viagem de Nova York para Califórnia, em 1928, Walt Disney mostrou um desenho do ratinho à esposa, dizendo a ela que iria batizá-lo de Mortimer Mouse. Ela por sua vez, sugeriu o nome Mickey Mouse, que foi o que acabou ficando.

### Após a morte de Walt Disney
Seu primeiro marido, Walt Disney, morreu em 1966. Lillian casou novamente em 1969, com John L. Truyens, com quem permaneceu casada até 1981, ano da morte dele. Lillian foi ativa em diversos programas de caridade, com maior ênfase na assistência a crianças e a arte. Em 1987, Lillian deu de presente ao Music Center of Los Angeles County uma doação de 50 milhões de dólares, para a construção de uma nova sala de concertos. O novo museu com nome Walt Disney Concert Hall foi inaugurado em 2003.
Em 1990, refletindo sobre os 41 anos de casamento com Walt Disney, disse: "Nós compartilhamos uma vida maravilhosa, emocionante, e amamos cada minuto disso. Ele foi um marido maravilhoso para mim, e um pai e avô maravilhoso e alegre." 
Lillian sofreu um AVC exatamente trinta e um anos após a morte de Walter e faleceu na manhã seguinte, no dia 16 de dezembro de 1997, em sua casa, aos 98 anos.
Segundo familiares, ela morreu pacificamente durante o sono. Encontra-se sepultada ao lado do marido, no Forest Lawn Memorial Park, Glendale, Los Angeles, nos Estados Unidos.